# 秋定里穂
秋定 里穂（あきさだ りお、1982年9月8日 - ）は、日本の女優。
東京都出身。K&K bros.所属。女子美術大学芸術学部デザイン科卒。
子役として、NHK連続テレビ小説『あぐり』でデビュー。
2013年、阿南敦子らが主宰の演劇集団「TEAM6g」の公演『YELL！』に参加、2020年には正式メンバーとなり、2022年に退団した。
2024年5月、衣裳デザイナーである黒澤秀之と入籍した。

## 人物
2017年、矢口史靖監督の映画『サバイバルファミリー』のトークイベントで進行役を務め『ウォーターボーイズ』（2001年、同監督作品）以来の再会を果たした。その際、矢口監督にウォーターボーイズ完成時の試写会で号泣したことを振られ、「大学受験の最中に撮影して、合格した日に試写を見たので……」と様々な感情が溢れたことを告白した。
2019年には映画『ダンスウィズミー』で再び矢口監督作品に出演する。

## 出演

### テレビドラマ
- あぐり（1997年、NHK） - 望月あぐり（少女時代） 役
- 座長花村龍子捕物帳（1998年、フジテレビ） - 港有美 役
- 利家とまつ（2002年、NHK） - 与免 役
- 緋色の記憶〜美しき記憶の秘密〜（2003年、NHK） - 浅井舞子 役
- JIN-仁- 完結編 第四話（2011年、TBS）
- 土曜ワイド劇場・東京駅お忘れ物預り所5（2012年、テレビ朝日） - ホステス 役
- カラマーゾフの兄弟 第1話（2013年、フジテレビ） - 香取 役
- 事件救命医IMATの奇跡（2013年、テレビ朝日） - 銀行員役
- 僕のいた時間 第3話（2014年、フジテレビ） - 事務員役
- 三匹のおっさん〜正義の味方、見参!!〜 第8話（2014年、テレビ東京） - 母 役
- タイムスクープハンター SEASON6 第16回（2014年、NHK） - つう役
- 月曜ゴールデン・十津川警部シリーズ53（2014年、TBS） - 阿部美津江 役
- ウルトラマンオーブ 第22話（2016年、テレビ東京） - みゆき / ピット星人ミュー（声・スーツアクター） 役
- PTAグランパ! 第2話（2017年） ‐ 手塚友恵 役
- 警視庁・捜査一課長 season3 最終話（2018年、テレビ朝日)　- 根津美奈子役

### 映画
- 学校の怪談3（1997年） - ゾンビバスの乗客 役
- ウォーターボーイズ（2001年） - 伊丹弥生 役
- WASABI（2002年）
- OUT（2002年）
- 善良な人々（2003年） - ヒロイン 佐藤亜美 役
- さよなら、クロ（2003年） - 斉藤美紀子 役
- 1リットルの涙（2004年）
- ある夜のできごと（2010年）
- プラスワンvol.3「下校するにはまだ早い」（2010年）
- ハードライフ～恋と喧嘩と特攻服～（2011年） - エツコ 役
- リュウセイ（2013年） - 声のみ
- 永遠の0（2013年）
- ダンスウィズミー（2019年） - 観光バスの添乗員役

### 舞台
- がめつい奴 （2007年） - お咲 役
- 喫茶シャコンヌ（2009年） - 主演・日比野頼子 役
- シューマンに関すること（2010年） - 後藤田さくら子 役
- 恭しき貪慾者（2010年） - 令嬢 役
- YELL!人間もなかなかおもしろい（2013年） - 木下美佐子 役
- 愛される資格（2018年）
- 鬼哭（2018年） - 声のみ
- バラ色の人生（2019年） - 真理役

### CM・広告
- ケンタッキーフライドチキン
- ベネッセ「進研ゼミ中学講座」
- プリマハム「黒豚」
- 政府管掌健康保険・成人病予防健診告知キャンペーン
- ハウス食品「細打名人」 - 娘 役
- タカラ「ルシールパレット」「クリーミーペン」
- 東ハト「キャラメルコーン」
- ミズノ 企業広告
- 本田技研工業「ある日突然グリーンマシーン」
- リクルート住宅情報誌「クレストガーデンレジデンス」
- 大和ハウス工業「ベトナムにも編」」- スタッフスクリプター 役[5]
- 湯沢高原テーマパーク
- 再春館製薬所「ドモホルンリンクル」
- 花王「ヘルシア緑茶」（交通広告）
- 日清食品ホールディングス「カップヌードルミュージアム」
- バンダイ「ピコピコ・アンパンマン号」
- P&Gジャパン「レノア」「ファブリーズ」
- 明星食品「一平ちゃん」
- 一建設「家は家族をつなぐ場所編」
- ディーセントワーク「私は会社のために働かない編」[6]

### ミュージック・ビデオ
- ハナレグミ「深呼吸」（2016年）[7]